# Sungai Bangau
Sungai Bengau – rzeka na Borneo. Stanowi część granicy między mukimem Labu dystryktu Temburong w Brunei, a dystryktem Lawas stanu Sarawak w Malezji. Uchodzi do Zatoki Brunei, będącej częścią Morza Południowochińskiego. Rzeka oddziela od lądu wyspę Pulau Selirong.
Wody litoralu są błotniste, a brzegi porośnięte lasami namorzynowymi zdominowanymi przez różne gatunki z rodzaju Rhizophorus. W wodach rzeki występują m.in. krokodyle różańcowe.
Jedynym ludzkim osiedlem nad rzeką jest wioska położona po stronie malezyjskiej, u zbiegu Sungai Bengau i Ayam Ayam.